# N15 (Kamerun)
Die N15 ist eine Fernstraße in Kamerun, die in Batchenga an der Ausfahrt der N1 beginnt und in Tibati an der Zufahrt zur N6 endet. Sie ist 391 Kilometer lang.